# Pterolophia colffsi
Pterolophia colffsi là một loài bọ cánh cứng trong họ Cerambycidae.